# A Ciambra
A Ciambra és una pel·lícula dramàtica de 2017 dirigida per Jonas Carpignano i coproduïda entre Itàlia, França, Suècia, Alemanya, Brasil i els Estats Units. Entre els productors executius de la pel·lícula es troba Martin Scorsese.
Es va projectar a la secció de la Quinzena dels Directors al Festival de Canes 2017, secció a la qual va guanyar l'honor que li permetia rebre el suport de l'Europa Cinemas Network. A Canes va guanyar el premi Europa Cinemas Label. Va ser seleccionada com a entrada italiana per a la millor pel·lícula en llengua estrangera als 90ns Premis Oscar, però finalment no va ser nominada. És la segona de la trilogia del director ambientada en una localitat calabresa, després de Mediterranea (2015) i seguida d'A Chiara (2022).
Aquesta pel·lícula ha estat subtitulada al català.

## Argument
A la comunitat gitana de Gioia Tauro (Reggio Calàbria), la Ciambra, viu en Pio, un nen brillant i astut de catorze anys que ha crescut molt ràpidament. Entre l'alcohol, el tabaquisme i els robatoris, segueix els passos criminals del seu germà Cosimo, a qui idolatra, teixint relacions amb totes les diferents realitats ètniques i socials presents al seu degradat barri. Quan el seu pare i el seu germà són detinguts, és ell qui ha de sostenir la família nombrosa, demostrant que és realment "un home".

## Repartiment
- Pio Amato com a Pio Amato
- Koudous Seihon
- Damiano Amato com a Cosimo

## Acollida
Al lloc web de l'agregador de ressenyes Rotten Tomatoes, A Ciambra té una puntuació d'aprovació del 90% basada en 58 ressenyes i una puntuació mitjana de 7,1/10. A Metacritic, la pel·lícula té una puntuació mitjana ponderada de 70 sobre 100, basada en 17 crítics, la qual cosa indica "crítiques generalment favorables". A França, el lloc Allociné enumera una mitjana de ressenyes de premsa de 3,4/5, i de 3,7/52 de espectadors.

## Guardons
| Any  | Premi / Festival              | Categoria                 | Destinatari                                                      | Resultat  | Ref.          |
| ---- | ----------------------------- | ------------------------- | ---------------------------------------------------------------- | --------- | ------------- |
| 2017 | Festival de Cinema de Canes   | Premi Europa Cinema Label |                                                                  | Guanyador | [ 16 ]        |
| 2017 | Festival de Cinema de Sevilla | Millor actor              | Pio Amato                                                        | Guanyador | [ 17 ] [ 16 ] |
| 2017 | Independent Spirit            | Millor direcció           | Jonas Carpignano                                                 | Nominat   | [ 17 ]        |
| 2018 | David di Donatello            | Millor direcció           | Jonas Carpignano                                                 | Guanyador | [ 17 ] [ 16 ] |
| 2018 | David di Donatello            | Millor muntatge           | Affonso Gonçalves                                                | Guanyador | [ 17 ] [ 16 ] |
| 2018 | David di Donatello            | Millor pel·lícula         | Jonas Carpignano                                                 | Nominat   | [ 17 ]        |
| 2018 | David di Donatello            | Millor guió original      | Jonas Carpignano                                                 | Nominat   | [ 17 ]        |
| 2018 | David di Donatello            | Millor productor          | Stayblack Productions, Jon Coplon, Paolo Carpignano i Rai Cinema | Nominat   | [ 17 ]        |
| 2018 | David di Donatello            | Millor fotografia         | Tim Curtin                                                       | Nominat   | [ 17 ]        |
| 2018 | David di Donatello            | Millor so                 | Giuseppe Tripodi, Florian Fevre i Julien Perez                   | Nominat   | [ 17 ]        |
| 2018 | Ciak d'oro                    | Miglior sonoro            | Giuseppe Tripodi                                                 | Guanyador | [ 18 ]        |